# La Vendue-Mignot
La Vendue-Mignot är en kommun i departementet Aube i regionen Grand Est (tidigare regionen Champagne-Ardenne) i nordöstra Frankrike. Kommunen ligger  i kantonen Bouilly som ligger i arrondissementet Troyes. År 2022 hade La Vendue-Mignot 242 invånare.

## Befolkningsutveckling
Antalet invånare i kommunen La Vendue-Mignot
Referens: INSEE